# Moldova himnusza
A Limba noastră (magyarul: Nyelvünk) a Moldovai Köztársaság nemzeti himnusza 1994-től. Rövid ideig ezt megelőzően az ország himnusza a Deşteaptă-te, române! (magyarul: Ébredj, román!) volt, ami ma Románia nemzeti himnusza. A szöveget Alexei Mateevici (1888–1917) írta egy hónappal halála előtt. Mateevici a himnusz megírásával jelentősen hozzájárult a nemzeti öntudatra való ébredéshez. A himnusz zenéjét Alexandru Cristea (1890–1942) komponálta.

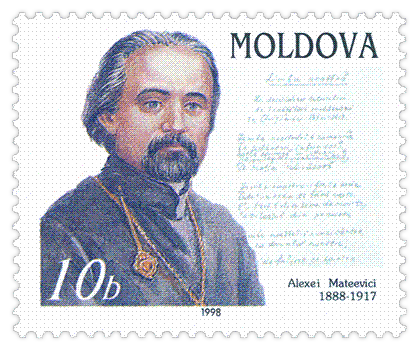
A himnusz szövege egy 1998-as bélyegen